# 姚震
姚 震（よう しん）は中華民国の司法官・政治家。字は次之。北京政府で司法部門の要人となった。派閥は安徽派である。兄は官僚・政治家の姚国楨で、同じく安徽派に属した。甥は中華人民共和国で国務院副総理をつとめた姚依林。

## 事績
清末に日本に留学し、早稲田大学に入学する。1908年（光緒34年・明治41年）に専門部法律学科、翌1909年（宣統元年・明治42年）に大学部法学科をそれぞれ卒業し、併せて法学士の称号を取得した。帰国後は、清朝において法科進士となり、法部員外郎、大理院推事を歴任した。
中華民国成立後の1912年（民国元年）、新法典編纂会調査員として法典編纂作業に参加した。また、大理院第一庭庭長にも任じられている。同年冬には司法会議会員となった。翌年夏、総統府軍事法律顧問、甄抜司法人員会審議員も兼ねた。1915年（民国4年）11月、司法官懲戒委員会委員となる。
袁世凱死後に姚震は安徽派に属し、1918年（民国7年）夏、高等捕獲審検庁首席評事も兼任した。同年秋には大理院院長兼高等捕獲審検庁庁長に昇進している。しかし1920年（民国9年）に安直戦争で安徽派が敗北すると、直隷派の意向により大総統・徐世昌から安徽派十巨頭の1人として逮捕令を発せられてしまう。姚は徐樹錚や兄の姚国楨らと共に日本公使館に逃げ込んだ。
1922年（民国11年）、姚震は段祺瑞の秘書長となり、段が復権した1924年（民国13年）12月には臨時法制院院長に任命された。1927年（民国16年）6月、潘復内閣の司法総長に任じられ、翌1928年（民国17年）2月には大理院長に転じた。なお、姚震は北京政府最後の大理院長である。同年6月に北京政府が崩壊すると、国民政府が姚の逮捕令を発したため、姚は天津の日本租界に逃げ込んだ。
その後は政界への復帰を果たすことなく、1935年（民国24年）8月27日に死去。享年52。

## 注
1. ↑  徐主編（2007）、1074頁による。なお「姚震氏逝く」『東京朝日新聞』1935年8月29日は、「享年51」としている。これに従うならば、生年は1885年となる。
2. 1 2 3  「姚震氏逝く」『東京朝日新聞』1935年8月29日。
3. ↑  「姚依林的早年歳月和他的大家族」中国共産党新聞網2009年11月4日※webアーカイブにリンク
4. ↑  早稲田大学校友会(1934)、764頁。
5. ↑  徐主編（2007）、1074頁。
6. ↑  徐主編（2007）、1074-1075頁。
7. 1 2  徐主編（2007）、1075頁。